# 도박꾼의 파산
확률론에서 도박꾼의 파산(賭博軍의 破産, 영어: gambler’s ruin)은 유한한 초기 자산을 가지고 일련의 공평한 도박을 하는 도박꾼은 거의 확실하게 자산이 0이 되어 파산하게 된다는 정리이다.

## 정의
도박꾼의 파산 문제는 다음과 같다. 두 도박꾼이 각각 초기 자산 {\displaystyle n_{1},n_{2}\in \mathbb {N} }을 가진다고 하자. 이들이 일련의 도박을 하여, 패자가 승자에게 자산 1만큼을 주게 된다고 하자. 이렇게 일련의 도박을 계속하여, 둘 중 자산이 0이 되는 경우 파산하게 된다. 각 도박꾼이 하나의 도박을 이길 확률이 {\displaystyle p_{1}}과 {\displaystyle p_{2}=1-p_{1}}이라고 하자. 그렇다면 각 도박꾼이 파산할 확률 {\displaystyle P_{1},P_{2}}은 얼마인가?
이 경우, 공평한 도박 ({\displaystyle p_{1}=p_{2}=1/2})에서의 파산 확률은 다음과 같다.
{\displaystyle P_{1}={\frac {n_{2}}{n_{1}+n_{2}}}}
{\displaystyle P_{2}={\frac {n_{1}}{n_{1}+n_{2}}}}
불공평한 도박 ({\displaystyle p_{1}\neq p_{2}})에서의 파산 확률은 다음과 같다.
{\displaystyle P_{1}=1-{\frac {1-(p_{2}/p_{1})^{n_{1}}}{1-(p_{2}/p_{1})^{n_{1}+n_{2}}}}}
{\displaystyle P_{2}=1-{\frac {1-(p_{1}/p_{2})^{n_{2}}}{1-(p_{1}/p_{2})^{n_{1}+n_{2}}}}}
두 경우 모두 {\displaystyle P_{1}+P_{2}=1}이다. 즉, 둘 중 하나는 거의 확실하게 파산하게 된다.

### 특수한 경우
이 문제에서 {\displaystyle n_{1}\ll n_{2}}인 경우를 생각하자. 즉, 카지노가 도박꾼보다 매우 더 부유하다고 하자. 이 경우 {\displaystyle n_{2}\to \infty } 극한을 취하면 다음과 같다.
{\displaystyle P_{1}={\begin{cases}(p_{2}/p_{1})^{n_{1}}&p_{1}>p_{2}\\1&p_{1}\leq p_{2}\end{cases}}}
{\displaystyle P_{2}=1-P_{1}}
따라서, 도박꾼은 {\displaystyle p_{1}>1/2}인 경우에는 파산할 확률이 유한하고, {\displaystyle p_{1}\leq 1/2}인 경우에는 거의 확실하게 파산하게 된다. 도박꾼은 심지어 도박이 공평한 경우({\displaystyle p_{1}=p_{2}=1/2})에도 거의 확실하게 파산한다.

## 역사
이 문제는 1656년 블레즈 파스칼이 피에르 드 페르마에게 쓴 편지에서 최초로 등장한다. 이 문제는 같은 해 피에르 드 카르카비가 크리스티안 하위헌스에게 보낸 편지에서 다음과 같이 등장한다.
갑과 을이 세 개의 주사위를 가지고 노름을 한다고 하자. 갑은 세 주사위의 합이 11인 경우 1점을 얻고, 을은 합이 14인 경우 1점을 얻는다. 하지만 일반적으로 점수가 증가하는 방식 대신에, 만약 자신이 이겼을 경우 상대방의 점수가 0인 경우에만 자신의 점수가 1점 증가하고, 만약 상대방의 점수가 양수인 경우 대신 상대방의 점수가 1 감소하게 된다고 하자. 즉, 마치 두 상대가 서로 짝을 이루고 서로를 상쇄하여, 지고 있는 편은 항상 점수가 0이게 된다. 이 노름에서는 최초로 점수가 12점이 되는 편이 승리한다. 갑과 을이 이길 확률은 각각 무엇인가?

하위헌스는 이 문제를 1657년 출판된 저서 《주사위 놀이에서의 논리》(라틴어: De ratiociniis in ludo aleae)에서 문제 5번으로 이 문제를 다루었고, 각각 이길 확률의 비가
244 140 625 : 282 429 536 481
라고 계산하였다.

## 같이 보기
- 도박
- 도박사의 오류
- 켈리 공식